# BNP Paribas Open 2013
BNP Paribas Open 2013 года — ежегодный профессиональный теннисный турнир, в 38-й раз проводившийся в небольшом калифорнийском городке Индиан-Уэллс на открытых хардовых кортах. Мужской турнир имеет категорию ATP Masters 1000, а женский — WTA Premier Mandatory.
Соревнование открывает мини-серию из двух турниров, основная сетка которых играется более 1 недели (следом намечен турнир в Майами). Соревнования были проведены на кортах Indian Wells Tennis Garden — с 4 по 17 марта 2013 года.
Прошлогодние победители:
- мужчины одиночки —  Роджер Федерер.
- женщины одиночки —  Виктория Азаренко.
- мужчины пары —  Марк Лопес /  Рафаэль Надаль.
- женщины пары —  Лизель Хубер /  Лиза Реймонд.

## Соревнования

### Одиночный турнир

#### Мужчины
Рафаэль Надаль обыграл  Хуана Мартина дель Потро со счётом 4-6, 6-3, 6-4.
- Надаль выигрывает 3й титул в сезоне и 53й за карьеру в основном туре ассоциации.
- дель Потро уступает 1й финал в сезоне и 6й за карьеру в основном туре ассоциации.

#### Женщины
Мария Шарапова обыграла  Каролину Возняцки со счётом 6-2, 6-2.
- Шарапова выигрывает 1й титул в сезоне и 28й за карьеру в туре ассоциации.
- Возняцки уступает 1й финал в сезоне и 13й за карьеру в туре ассоциации.

### Парный турнир

#### Мужчины
Боб Брайан /  Майк Брайан обыграли  Трета Конрада Хьюи /  Ежи Яновича со счётом 6-3, 3-6, [10-6].
- Братья с 15й попытки выигрывают калифорнийский турнир.
- Братья завоёвывают 86й совместный титул на соревнованиях основного тура ассоциации.

#### Женщины
Екатерина Макарова /  Елена Веснина обыграли  Надежду Петрову /  Катарину Среботник со счётом 6-0, 5-7, [10-6].
- Макарова выигрывает 1й титул в сезоне и 4й за карьеру в туре ассоциации.
- Веснина выигрывает 1й титул в сезоне и 9й за карьеру в туре ассоциации.